# Morrnah Simeona
Morrnah Nalamaku Simeona (1913-1992) était une kahuna lapa'au (guérisseuse par les plantes) reconnue[réf. souhaitée] à Hawaï et enseigna une version modernisée du ho'oponopono traditionnel aux USA, en Asie et en Europe.

## Kahuna lapa'au
Morrnah, née le 19 mai 1913 à Honolulu, Hawaï, était la fille de Kimokeo et Lilia Simeona, tous deux indigènes hawaiiens. Sa mère Lilia était une des dernières kahuna la'au kahea reconnue (prêtresse, qui soigne par les mots). Morrnah était d’abord guérisseuse, utilisant les massages lomilomi et elle dirigea durant 10 ans son cabinet à l’hôtel Kahala Hilton et au Royal Hawaiien Hotel. Parmi ses clients au Hilton figuraient Lyndon B. Johnson, Jackie Kennedy et Arnold Palmer. En 1983 elle fut reconnue comme kahuna lapa'au et honorée du titre Living Treasure of Hawaii (Trésor vivant d’Hawaï) par Honpa Hongwanji Mission of Hawaii.

## Ho'oponopono
En 1976, elle commença à renouveler ho'oponopono, une tradition de réconciliation et de pardon des anciens Hawaiiens et à l’adapter aux réalités sociales de notre temps moderne. Sa version fut influencée aussi bien par son éducation (baptisée catholique, de parents protestants) que par ses études philosophiques sur l’Inde, la Chine et Edgar Cayce. Le mélange des traditions hawaiiennes, des prières au Créateur Divin et la liaison des problèmes avec la réincarnation et le karma, donna un procédé nouveau et unique de résolution des problèmes. D’un procédé guidé de thérapie de groupe, elle fit un procédé d’entraide individuel. Ce n’était pas un problème pour elle d’adapter les conceptions traditionnelles à celles d’aujourd’hui, bien qu’elle fût critiquée pour cela par certains puristes hawaiiens. « Son système comprend certaines techniques de ho'oponopono pour arriver à un travail commun entre les trois aspects de la conscience ou du Moi, auxquels elle donna aussi bien les noms hawaiiens que les termes de superconscient, conscient, subconscient. »
Elle a donné des conférences et des séminaires sur son ho'oponopono aux Nations unies (1983), dans une douzaine d’États aux États-Unis et dans plus de 14 pays dont l’Allemagne, la France, le Japon, la Pologne, la Russie, la Suisse, ainsi qu’à certaines universités, par exemple l’université d'Hawaï et l'université Johns-Hopkins, dans des hôpitaux, dans des institutions religieuses et dans des sociétés commerciales. 
En 1982, elle organisa le First World Symposium of Identity of Man (Premier symposium mondial sur l’identité de l’Homme). Un reporter remarqua : « Il y avait quelque chose de très apaisant, de tranquillisant uniquement par la présence de Simeona, et lorsqu’elle parla de vouloir apprendre aux autres comment se libérer du surmenage et comment gagner la paix intérieure, un sérieux naturel vibrait dans sa voix. »
Pour propager son ho'oponopono, elle fonda en 1980 The Foundation of I, Inc. (Freedom of the Cosmos), transforma en 1986 son Pacifica Seminars des années 70, et fonda en 1990 l’association Pacifica Seminars en Allemagne. Simeona écrivit trois livres d’enseignement ‘Self-Identity through Ho'oponopono, Basic 1’ (128 pages), ‘Basic 2’ (enseigné après deux ans de pratique) et ‘Basic 3’ (après 5 ans de pratique). Simeona conseilla d’attendre pour faire les niveaux 2 et 3 de façon à développer un respect profond devant la Présence Divine acquise par ‘Basic 1’. 
En 1990, la version originale anglaise de ‘Basic 1’, 8e édition, fut traduite officiellement en allemand, en français et imprimée (broché),.
À l'automne 1990, elle fit son dernier voyage avec des conférences et des séminaires à travers l’Europe jusqu’en Égypte et à Jérusalem. Le 16 janvier 1991, elle revint en Allemagne où, dans la maison d’un ami, à Kirchheim près de Munich, elle vécut en tranquillité et elle mourut le 11 février 1992.

## La statue de la Liberté (Washington DC)

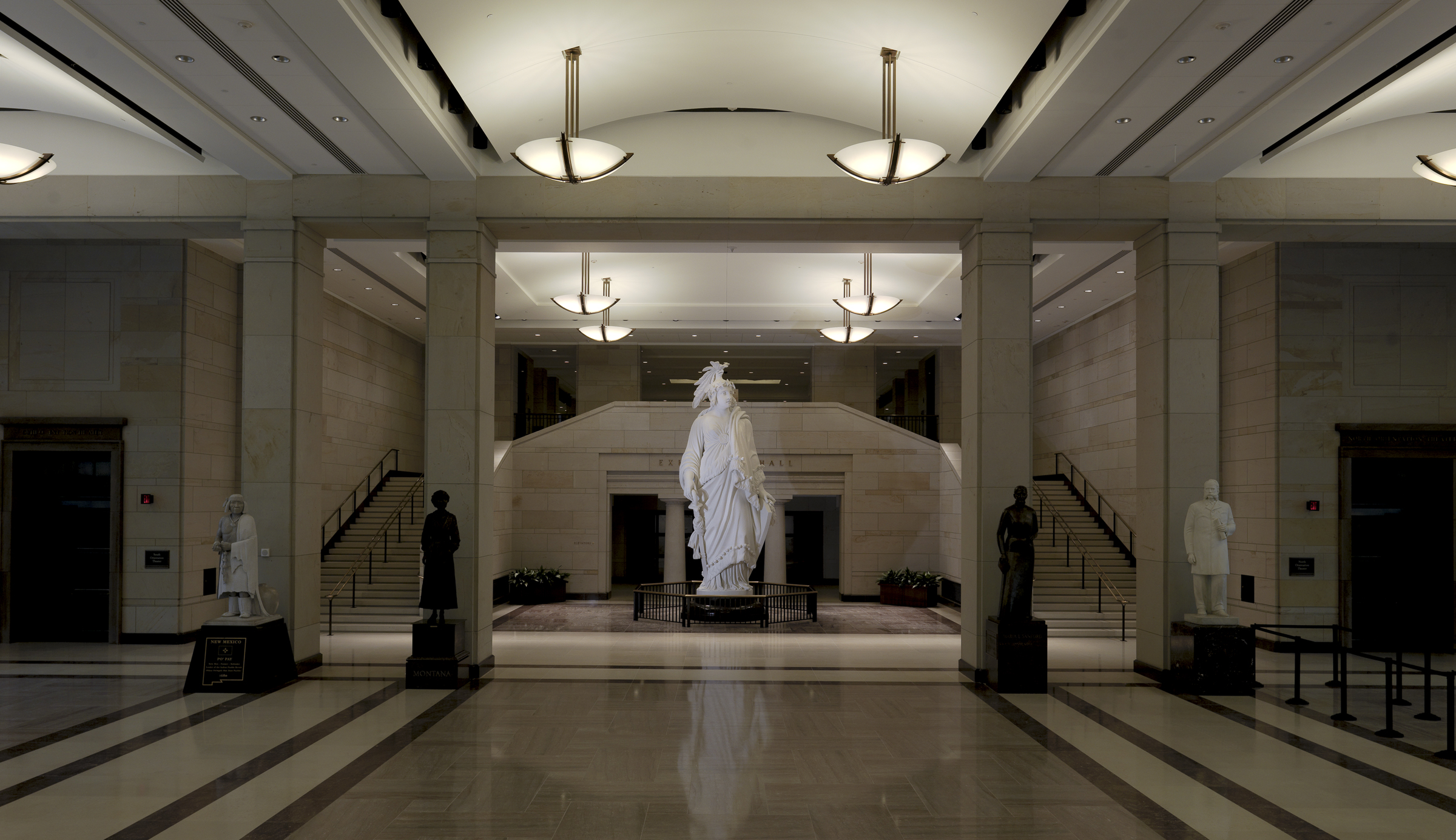
Modèle en plâtre de la statue de la Liberté

Le 25 mars 1992, le sénateur américain Daniel Akaka (D-Hawaï) tient devant le Sénat des États-Unis, un discours élogieux sur Simeona, qui a été imprimé dans le Congressional Record. Il mentionne que Simeona collecta 25 000 US dollars et qu’elle en fit un don pour que le modèle en plâtre puisse être rénové (la statue en bronze se trouve sur le Capitole des États-Unis d’Amérique à Washington DC, ne pas confondre avec la statue de la Liberté à l’entrée du port de New-York City). Ensuite le plâtre qui reposait en dépôt, détérioré et démonté en plusieurs morceaux, a été remis dans son état d’origine. 
Début 1993, la statue trouva sa place d’honneur au Russel Senate Office Building et depuis 2008 elle se trouve au Capitol Visitor Center, où, comme Akaka l’a fait remarquer, elle est là, servant au souvenir de Morrnah Simeona

## Littérature et articles de journaux
- Cooke, Mary, Meanwhile, back in Honolulu, The Honolulu Advertiser (13. Feb. 1974)
- Sifford, Darell, Could a Kahuna’s liturgy have wrought these changes? Interview avec Morrnah Simeona, Philadelphia Inquirer (2. Dez. 1980)
- Brower, Nancy, She Solves Problems, The Asheville Times (10. Juni 1981)
- Sifford, Darell, Spirit Healer: The Kahuna was convincing, but could she cure an allergy? Philadelphia Inquirer (30. Juni 1981)
- Matsuda, Craig, Ho'oponopono brings happiness, she says, The Miami Herald, Edition Broward (22. Juni 1981)
- Scott, Nadine W., Kahuna to Explore the Ancient Ways, Honolulu Star Bulletin (7. Juli 1982)
- Bowman, Pierre, Kahuna updates ancient practises, Interview avec Morrnah Simeona, The Honolulu Advertiser (8. Juli 1982)
- Cooke, Mary, A Kahuna in the Kitchen, The Honolulu Advertiser (8. Sept. 1982)
- Health, freedom from stress, the Hawaiian Kahuna way, Carson City Nevada Appeal (21. Nov. 1982)
- Five Persons Are Named as Living Treasures, Honolulu Star Bulletin (12. Feb. 1983)
- Three health workshops stalted at Kalani Honua, Hawaii Tribune Herald (13. April 1983)
- Braxton, Virginia A., Hoʻoponopono, Ridding yourself of excess stress et Springfield Round-Up, Springfield News-Sun (30. Juni 1983)
- Dye, Bob, Hawaiʻi Chronicles II: Contemporary Island History from the Pages of Honolulu Magazine, p. 298-301 (Pitzer, Pat, Kahuna, The Keepers of the Secrets, Nov. 1984), University of Hawaiʻi Press (1997)  (ISBN 0-8248-1984-5)
- Dusen, Jane Ann Van, A Way of Life, Interview avec Morrnah Simeona, The Movement Newspaper, Movement of Spiritual Inner Awareness (April 1985)
- Young, Melinda, Creating peace in a hectic world, Manoa News (Okt. 1986)
- Morrnah Simeona, Kahuna Lapaʻau (article nécrologique), Honolulu Advertiser (17. Feb. 1992)